# Tranen gelachen
Tranen gelachen is een single en hit uit 2007 van de Nederlandse zanger Guus Meeuwis. Het was voor Meeuwis de vierde single die op nummer 1 in de Nederlandse Top 40 en de Single Top 100 terechtkwam. De single was de voorloper van een nieuw album dat later dat jaar zou uitkomen. 
De tekst gaat over hoe goed het voelt om af te spreken met vrienden van vroeger. 
In de zomer van 2008 heeft Meeuwis hier ook een Jaap Stam-versie van gemaakt.

## Tracklist
1. Tranen gelachen
2. Op straat (live in het Philips Stadion)

## Hitnotering
| "Tranen gelachen" in de Nederlandse Top 40 - binnen: 14-04-2007 | "Tranen gelachen" in de Nederlandse Top 40 - binnen: 14-04-2007 | "Tranen gelachen" in de Nederlandse Top 40 - binnen: 14-04-2007 | "Tranen gelachen" in de Nederlandse Top 40 - binnen: 14-04-2007 | "Tranen gelachen" in de Nederlandse Top 40 - binnen: 14-04-2007 | "Tranen gelachen" in de Nederlandse Top 40 - binnen: 14-04-2007 | "Tranen gelachen" in de Nederlandse Top 40 - binnen: 14-04-2007 | "Tranen gelachen" in de Nederlandse Top 40 - binnen: 14-04-2007 | "Tranen gelachen" in de Nederlandse Top 40 - binnen: 14-04-2007 | "Tranen gelachen" in de Nederlandse Top 40 - binnen: 14-04-2007 | "Tranen gelachen" in de Nederlandse Top 40 - binnen: 14-04-2007 | "Tranen gelachen" in de Nederlandse Top 40 - binnen: 14-04-2007 | "Tranen gelachen" in de Nederlandse Top 40 - binnen: 14-04-2007 | "Tranen gelachen" in de Nederlandse Top 40 - binnen: 14-04-2007 | "Tranen gelachen" in de Nederlandse Top 40 - binnen: 14-04-2007 | "Tranen gelachen" in de Nederlandse Top 40 - binnen: 14-04-2007 |
| Week                                                            | 1                                                               | 2                                                               | 3                                                               | 4                                                               | 5                                                               | 6                                                               | 7                                                               | 8                                                               | 9                                                               | 10                                                              | 11                                                              | 12                                                              | 13                                                              | 14                                                              |                                                                 |
| --------------------------------------------------------------- | --------------------------------------------------------------- | --------------------------------------------------------------- | --------------------------------------------------------------- | --------------------------------------------------------------- | --------------------------------------------------------------- | --------------------------------------------------------------- | --------------------------------------------------------------- | --------------------------------------------------------------- | --------------------------------------------------------------- | --------------------------------------------------------------- | --------------------------------------------------------------- | --------------------------------------------------------------- | --------------------------------------------------------------- | --------------------------------------------------------------- | --------------------------------------------------------------- |
| Nummer                                                          | 11                                                              | 1                                                               | 1                                                               | 3                                                               | 4                                                               | 6                                                               | 8                                                               | 12                                                              | 17                                                              | 24                                                              | 25                                                              | 28                                                              | 33                                                              | 37                                                              | uit                                                             |

| "Tranen gelachen" in de Single Top 100 - binnen: 14-04-2007 | "Tranen gelachen" in de Single Top 100 - binnen: 14-04-2007 | "Tranen gelachen" in de Single Top 100 - binnen: 14-04-2007 | "Tranen gelachen" in de Single Top 100 - binnen: 14-04-2007 | "Tranen gelachen" in de Single Top 100 - binnen: 14-04-2007 | "Tranen gelachen" in de Single Top 100 - binnen: 14-04-2007 | "Tranen gelachen" in de Single Top 100 - binnen: 14-04-2007 | "Tranen gelachen" in de Single Top 100 - binnen: 14-04-2007 | "Tranen gelachen" in de Single Top 100 - binnen: 14-04-2007 | "Tranen gelachen" in de Single Top 100 - binnen: 14-04-2007 | "Tranen gelachen" in de Single Top 100 - binnen: 14-04-2007 | "Tranen gelachen" in de Single Top 100 - binnen: 14-04-2007 | "Tranen gelachen" in de Single Top 100 - binnen: 14-04-2007 | "Tranen gelachen" in de Single Top 100 - binnen: 14-04-2007 | "Tranen gelachen" in de Single Top 100 - binnen: 14-04-2007 | "Tranen gelachen" in de Single Top 100 - binnen: 14-04-2007 | "Tranen gelachen" in de Single Top 100 - binnen: 14-04-2007 | "Tranen gelachen" in de Single Top 100 - binnen: 14-04-2007 |
| Week                                                        | 1                                                           | 2                                                           | 3                                                           | 4                                                           | 5                                                           | 6                                                           | 7                                                           | 8                                                           | 9                                                           | 10                                                          | 11                                                          | 12                                                          | 13                                                          | 14                                                          | 15                                                          | 16                                                          | 17                                                          |
| ----------------------------------------------------------- | ----------------------------------------------------------- | ----------------------------------------------------------- | ----------------------------------------------------------- | ----------------------------------------------------------- | ----------------------------------------------------------- | ----------------------------------------------------------- | ----------------------------------------------------------- | ----------------------------------------------------------- | ----------------------------------------------------------- | ----------------------------------------------------------- | ----------------------------------------------------------- | ----------------------------------------------------------- | ----------------------------------------------------------- | ----------------------------------------------------------- | ----------------------------------------------------------- | ----------------------------------------------------------- | ----------------------------------------------------------- |
| Positie                                                     | 1                                                           | 1                                                           | 2                                                           | 3                                                           | 6                                                           | 5                                                           | 3                                                           | 6                                                           | 6                                                           | 10                                                          | 5                                                           | 6                                                           | 16                                                          | 30                                                          | 25                                                          | 24                                                          | 29                                                          |
| Week:                                                       | 18                                                          | 19                                                          | 20                                                          | 21                                                          | 22                                                          | 23                                                          | 24                                                          | 25                                                          | 26                                                          | 27                                                          | 28                                                          | 29                                                          | 30                                                          | 31                                                          | 32                                                          |                                                             |                                                             |
| Positie:                                                    | 31                                                          | 31                                                          | 40                                                          | 39                                                          | 37                                                          | 49                                                          | 60                                                          | 42                                                          | 29                                                          | 41                                                          | 43                                                          | 52                                                          | 69                                                          | 68                                                          | 86                                                          | uit                                                         |                                                             |

### NPO Radio 2 Top 2000
| Nummer met noteringen in de NPO Radio 2 Top 2000 | '07 | '08  | '09 | '10 | '11 | '12 | '13 | '14 | '15 | '16 | '17  | '18 | '19 | '20  | '21 | '22  | '23  | '24 |
| ------------------------------------------------ | --- | ---- | --- | --- | --- | --- | --- | --- | --- | --- | ---- | --- | --- | ---- | --- | ---- | ---- | --- |
| Tranen gelachen                                  | 394 | 1675 | 399 | 420 | 497 | 713 | 663 | 765 | 690 | 873 | 1050 | 967 | 918 | 1096 | 979 | 1103 | 1060 | 822 |

1. ↑  Een vetgedrukt getal geeft de hoogste notering aan.
2. ↑  2007 was het eerste jaar met een notering voor dit nummer.